# Oak Leafs de Des Moines
Les Oak Leafs de Des Moines est une franchise professionnelle de hockey sur glace qui évolua dans la United States Hockey League et la Ligue internationale de hockey.

## Historique
La franchise est créée en 1961 et joue durant deux saisons dans la USHL avant de rejoindre la LIH en 1963. En 1972, la franchise prend le nom des Capitols de Des Moines.

## Statistiques

### Dans l'USHL
| Saison    | PJ | V  | D  | N | BP  | BC  | Pts | Classement   | Séries éliminatoires | Entraîneur |
| --------- | -- | -- | -- | - | --- | --- | --- | ------------ | -------------------- | ---------- |
| 1961-1962 | 26 | 10 | 16 | - | 137 | 158 | 20  | 3e rang USHL |                      |            |
| 1962-1963 | 32 | 6  | 26 | - | 120 | 210 | 12  | 5e rang USHL |                      |            |

### Dans la LIH
| Saison    | PJ | V  | D  | N  | BP  | BC  | Pts | Classement             | Séries éliminatoires | Entraîneur       |
| --------- | -- | -- | -- | -- | --- | --- | --- | ---------------------- | -------------------- | ---------------- |
| 1963-1964 | 70 | 31 | 35 | 4  | 272 | 266 | 66  | 5e rang LIH            | non qualifiés        | Hillary Menard   |
| 1964-1965 | 70 | 39 | 26 | 5  | 303 | 277 | 83  | 3e rang LIH            | finalistes           |                  |
| 1965-1966 | 70 | 29 | 40 | 1  | 263 | 319 | 59  | 5e rang LIH            | non qualifiés        | Hillary Menard   |
| 1966-1967 | 72 | 36 | 32 | 4  | 256 | 264 | 76  | 4e rang LIH            | défaite au 1er tour  | Howie Milford    |
| 1967-1968 | 72 | 19 | 43 | 10 | 244 | 292 | 48  | 7e rang LIH            | non qualifiés        | Howie Milford    |
| 1968-1969 | 72 | 21 | 41 | 10 | 226 | 326 | 52  | 7e rang LIH            | non qualifiés        | Carl Boone       |
| 1969-1970 | 72 | 31 | 33 | 8  | 261 | 254 | 70  | 3e place, division Sud | défaite au 1er tour  | Terry Slater     |
| 1970-1971 | 72 | 38 | 23 | 11 | 286 | 233 | 87  | 2e rang LIH            | finalistes           | Robert Perreault |
| 1971-1972 | 72 | 35 | 34 | 3  | 296 | 278 | 73  | 3e place, division Sud | défaite au 1er tour  | Terry Slater     |